# Rapid prompting method
Rapid prompting method (RPM) é uma técnica pseudocientífica conhecida por tentar auxiliar a comunicação de autistas ou outras deficiências para se comunicar escrevendo, apontando ou escrevendo. Também é conhecida pelo termo Spelling to Communicate e está altamente relacionada a técnica de comunicação facilitada, cientificamente desacreditada. Os defensores do RPM não conseguiram avaliar a autoria das mensagens com base em metodologias científicas simples e diretas, e afirmam que fazer isso seria estigmatizante. Alguns autores também alegaram que permitir críticas científicas à técnica privaria autistas do direito de se comunicar. Organizações como a American Speech-Language-Hearing Association se opõem à prática do RPM.
A autoria da RPM é creditada à Soma Mukhopadhyay, embora outras pessoas tenham criados técnicas semelhantes. Profissionais e familiares que usam RPM relatam habilidades de alfabetização inesperadas em seus clientes, bem como uma redução em alguns dos problemas comportamentais associados ao autismo. Stuart Vyse afirma que embora o RPM seja diferente da comunicação facilitada em alguns aspectos, há o mesmo problema de sugestões do facilitador.
Os críticos alertam que o excesso de confiança do RPM nas incitações (sugestões verbais e físicas dos facilitadores) pode inibir o desenvolvimento da comunicação independente em sua população-alvo. Em abril de 2017, foi conduzido um estudo para tentar investigar a eficácia da RPM, mas o estudo tinha sérias falhas metodológicas. Vyse notou que ao invés de proponentes do RPM sujeitarem a técnica à prova, eles respondem às críticas com ofensas. Em 2019, uma revisão de literatura concluiu que a técnica não deve ser utilizada por profissionais da educação e saúde.